# テホン峠

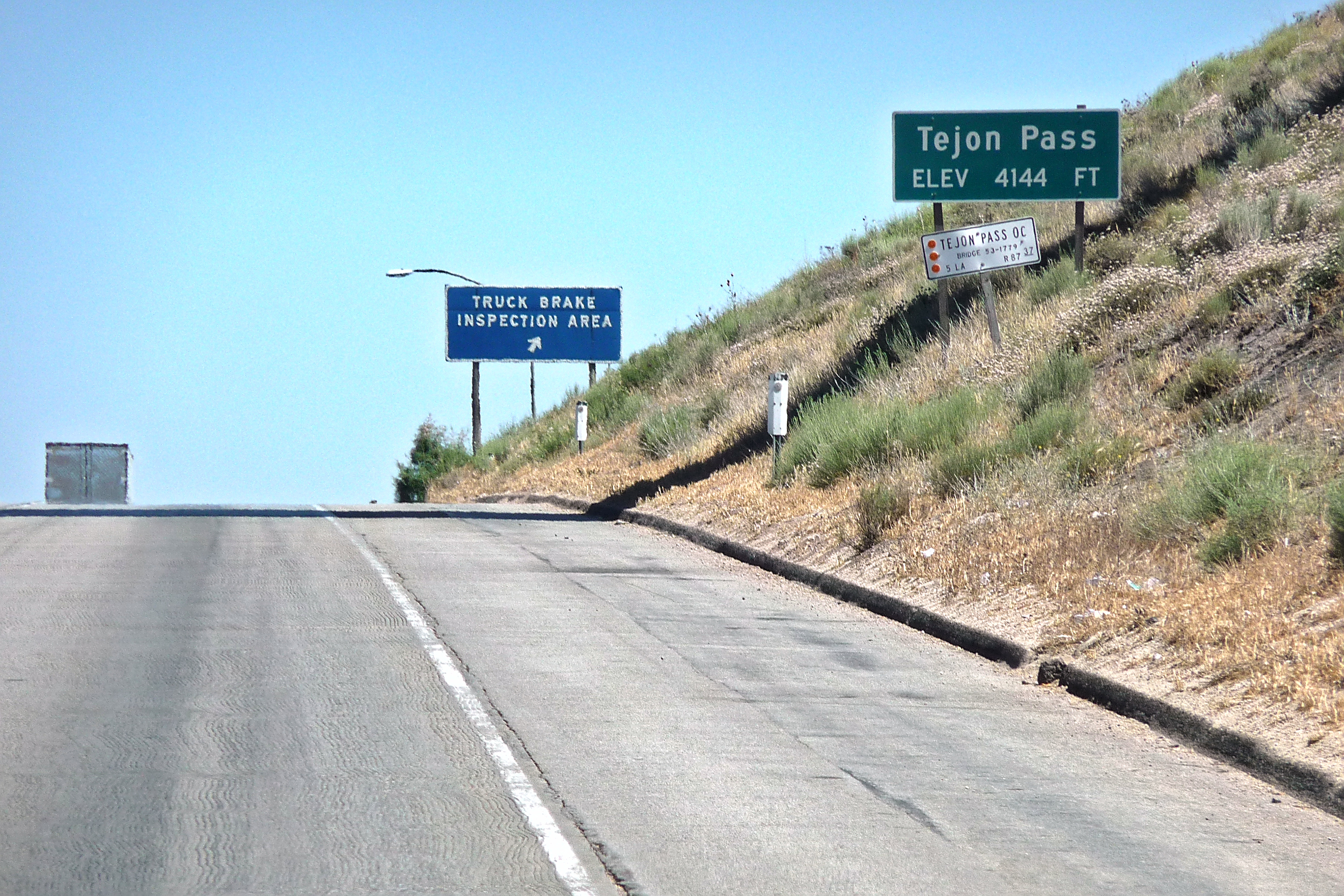
州間高速道路5号線にかかるテホン峠の頂上

テホン峠（Tejon Pass）とはアメリカのカリフォルニア州南部にある峠。標高1,275 m 。
テハチャピ山脈の南東の端である。
この峠はロサンゼルス郡とカーン郡の境界に位置する。
座標: 北緯34度48分11秒 西経118度52分37秒 / 北緯34.80302度 西経118.87707度